# Demet Evgar
Demet Evgar (Manisa, 19 de maio de 1980) é uma atriz turca famosa sobretudo pelos seus papéis no cinema e em séries de televisão mas que continua a atuar no teatro onde começou a sua carreira.

## Biografia e carreira
Demet Evgar nasceu e cresceu em Manisa, uma cidade costeira do Mar Egeu. Aí se estreou no teatro num grupo de teatro amador. Estudou no Departamento de Teatro do Conservatório Estatal de Istambul, o qual faz parte da Universidade de Istambul. Enquanto estudante desempenhou alguns papéis no grupo fundado por ela e alguns colegas e amigos. Ainda como estudante atuou em quatro peças do grupo de renome nacional, o Kent Oyuncuları. Uma das peças que representou com este grupo foi uma adaptação turca The Blue Room (O Quarto Azul; em turco: Aşk Çemberi, "O círculo do amor"), de David Hare, que por sua vez é uma adaptação de La Ronde, de Arthur Schnitzler.
A seguir à conclusão do curso, entre 2000 e 2005, teve papéis importantes em três série de grande audiência — "Aslı e Kerem", "Bütün Çocuklarım" e "Emret Komutanım" — e em três filmes — "Banyo", "Beyza'nın Kadınları" ("A mulher de Beyza"; em inglês:  Shattered Soul; Coração despedaçado) e "Güneşi Gördüm" ("Eu vi o sol"; em inglês: I Saw the Sun), de Mahsun Kırmızıgül, os quais lhe valeram fama a nível nacional na Turquia.
Desde 2006, entre as suas atuações mais notáveis encontram-se Anna Karenina de Tolstoi, The 39 Steps (em turco: 39 Basamak) de Patrick Barlow, representada durante três temporadas, The Night Season (em turco: Gece Mevsimi) de Rebecca Lenkiewicz  e The Women Lost the War Too de Curzio Malaparte. Em 2007 fez o papel de uma rocker lésbica numa ópera rock. Nas temporadas de 2009 e 2010 representou L'avare, de Molière. Em 2009 foi co-protagonista ao lado de Cem Yılmaz no filme Yahşi Batı (Belo Oeste), uma grande produção de Ömer Faruk Sorak, onde Demet faz um papel inspirado em Calamity Jane, de uma cowgirl que se junta a dois agentes do sultão otomano em serviço no Velho Oeste.
Um dos seus papéis recentes na televisão foi na série "Bir Kadın, Bir Erkek", uma adaptação turca da série canadiana "Un gars, une fille". Em 2010 foi protagonista do filme Vay Arkadas - Manik, Tik, Dildo, de Kemal Uzun, para cujo papel frequentou um curso de pole dance, e fez parte do elenco da grande produção Five Minarets in New York, de Mahsun Kırmızıgül.
Demet Evgar é apontada frequentemente como a atriz favorita do realizador Mustafa Altıoklar, tendo participado em dois dos seus filmes e numa série de televisão no início dos anos 2000.

## Obra

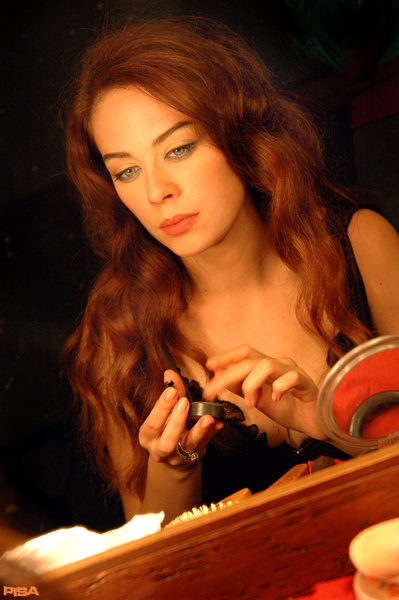

### Teatro
- Aşk Çemberi (O Círculo do Amor), uma adaptação da peça The Blue Room (O Quarto Azu), de David Hare, que por sua vez é uma adaptação de La Ronde, de Arthur Schnitzler[1]

- 39 Basamak (39 Degraus, título original: The 39 Steps), de Patrick Barlow[5]

- Anna Karenina, de Tolstoi

- L'avare, de Molière

- Gece Mevsimi (The Night Season), de Rebecca Lenkiewicz[6][7]

- Kadınlar da Savaşı Yitirdi (As Muulheres Também Perderam a Guerra), de  Curzio Malaparte

- Ayşegül na Índia

- Takanlar ve Takılanlar

- Macbeth

### Séries de televisão
- Yedi Numara (tradução literal: Número Sete), 2000
- Aslı e Kerem, 2002
- Yuvam Yıkılmasın, 2003
- Çınaraltı (lit: Derretida), 2003
- Bütün Çocuklarım (Todos os Meus Filhos), 2004
- Emret Komutanım (Comandante Emret), 2005
- Erkekler Ağlamaz (Os Rapazes Não Choram), 2006)
- Bir Kadın Bir Erkek (Um Rapaz, Uma Rapariga), 2009; adaptação turca da série canadiana "Un gars, une fille".[13][1][14]

### Filmes
- Banyo (Banho), 2005

- "Beyza'nın Kadınları" (A mulher de Beyza; título em inglês: Shattered Soul; [Coração despedaçado]), 2005[1][2]

- Güneşi Gördüm (Eu vi o sol; em inglês: I Saw the Sun), 2009, de Mahsun Kırmızıgül,[3][4]

- Yahşi Batı (Belo Oeste), 2009, de Ömer Faruk Sorak[10][11][12]

- Vay Arkadas - Manik, Tik, Dildo, 2010, de Kemal Uzun[15][17][16]

- Five Minarets in New York, 2010, de Mahsun Kırmızıgül.[6][18]